# Pleasantville (1998.)
Pleasantville je američka fantastična komedija-drama iz 1998. koju je napisao i režirao Gary Ross. Glavne uloge tumače Tobey Maguire, Jeff Daniels, Reese Witherspoon, Joan Allen, William H. Macy i J.T. Walsh, kojemu je to bila posljednja filmska uloga. Radnja se odvija oko dvoje mladih, brata i sestre, koji se nađu unutar stare crno-bijele TV serije te ju promijene svojim drugačijim pogledom na život. Film je dobio pohvale kritičara, iako su neki primijetili da se pojavio u nezgodnom tajmingu, pošto je iste godine ranije premijeru imao sličan film, Trumanov show. Scenaristu Rossu to je bio prvi film kojeg je režirao. Film je zaradio 40,6 milijuna $ u američkim kinima.

## Radnja
David i njegova sestra blizanka Jennifer vode odvojene živote u srednjoj školi. Jennifer je plitka i ekstrovertirana, dok je David introvertiran te uglavnom gleda televiziju. Dok jedne večeri nema njihove majke, David i Jennifer se bore za daljinski upravljač, te ga pritom razbiju. Pojavi se popravljač TV-a, ispita Davida o Pleasantvilleu, crno-bijeloj TV seriji iz 1950-ih, te mu potom da novi upravljač. Kada popravljač otiđe, Jennifer i David se nastave boriti za upravljač te se iz nekog razloga nađu unutar Pleasantvillea, gdje ih svi oslovljavaju kao Bud i Mary Sue Parker, djecu u seriji. David je fasciniran gradom u seriji u kojem je sve idilično i primjereno konzervativnom duhu Amerike 1950-ih, ali Jennifer poremeti ravnotežu serije kada izađe na spoj s dečkom te ima seks s njim, koncept koji je do tada bio nepoznat u Pleasantvilleu. 
Buntovno i drugačije ponašanje Jennifer, ali i Davida, dovodi do promjena u Pleasantvilleu, koji odjednom počinje dobivati boju, dok i drugi likovi počinju izražavati potisnute emocije. David nagna Johnsona, vlasnika zalogajnice, na slikanje i umjetnost, te na ljubavnu vezu s Betty Parker, što pak dovodi do zbunjenosti njenog supruga Georgea Parkera. Očevi Pleasantvillea, koje vodi gradonačelnik Big Bob, se ipak ne mijenjaju te smatraju da te promjene uništavaju tradicionalne vrijednosti sredine. uvodi se zabrana "obojenih" mještana u javnim mjestima, a crtež gole Betty, kojeg je naslikao Johnson, dovodi do nemira, paljenja knjiga i napada na "obojene" jer "ugrožavaju obiteljske vrijednosti". Na sudu, David i Johnson brane svoje postupke, te njihov govor dovodi do dovoljno bijesa u Big Boba da on i sam dobiva boju, te pobjegne od nemogućnosti da prizna svoju vlastitu narav. Jennifer odluči ostati, dok se David vrati uz pomoć daljinskog natrag u pravi svijet.

## Glumci
- Tobey Maguire - David
- Reese Witherspoon - Jennifer
- Joan Allen - Betty Parker
- Jeff Daniels - Bill Johnson
- William H. Macy - George Parker
- J. T. Walsh - Big Bob
- Marley Shelton - Margaret Henderson
- Giuseppe Andrews - Howard
- Jenny Lewis i Marissa Ribisi - Christin i Kimmy
- Jane Kaczmarek - Majka Davida i Jennifer
- Don Knotts - TV serviser
- David Tom - Whitey
- Paul Walker - Skip Martin

## Nagrade
- Nagrada Saturn - osvojeno
  - Nagrada Saturn za najbolju izvedbu mladog glumca/glumice - Tobey Maguire
  - Nagrada Saturn za najbolju sporednu glumicu - Joan Allen

- Oscar - nominacije
  - Oscar za najbolji dizajn kostima
  - Oscar za najbolju originalnu glazbu
  - Oscar za najbolju scenografiju

## Kritike
| „                 | Malo po malo, kako boja (kao simbol bujanja emocija) počinje ulaziti u živote stanovnika Pleasantvillea, na užas konzervativaca koji to pokušavaju spriječiti, film postaje sve ozbiljnija i povremeno dirljiva priča o represiji i izvještačenosti koji ne ostavlja mjesta za sve one značajke koje ljude čine ljudima. Otprilike, kao da se na prvu polovicu Povratka u budućnost nastavi druga polovica Fahrenheita 451...Sam čin transportiranja Davida i Jennifer u TV sapunicu, uz pomoć specijalnog daljinskoga upravljača koji im da zagonetni TV serviser, jedna je od slabijih točaka u priči. Pitanje je i je li jedna neobvezna komična sapunica, koja je već sama po sebi parodija onoga što izaziva Ross, bila najbolji izbor za njegovo okomljavanje. | ” |
| — Arsen Oremović, | |   |

| „              | "Nešto se događa u gradu." Da, nešto, u gradu gdje se ništa nikada ne događa. Film promatra kako su katkad ugodni ljudi ugodni samo zato što nikada, ikada nisu doživjeli izazov. Da je strašno i opasno učiti nove putove. Film je poput poraza otimača tijela: ljudi u boji su poput bivši ljudi-čahura koji su oslobođeni i smiju ići gdje žele u budućnosti. Promatramo da ništa ne stvara fašiste kao prijetnja slobode. Pleasantville je vrsta parabole koja nas ohrabruje da ponovno ocijenimo "dobre stare dane" i uzmemo svjež pogled na svijet koji tako lako odbacujemo kao dekadentan. Da, imamo više problema. Ali isto tako i više rješenja, više mogućnosti i više slobode. Odrastao sam u 50-ima. Bilo je puno više poput svijeta Pleasantvillea nego što biste mogli zamisliti. | ” |
| — Roger Ebert, | |   |

## Vanjske poveznice
- Pleasantville u internetskoj bazi filmova IMDb-a
- Pleasantville na Rotten Tomatoes
- Pleasantville na Box Office Mojo